# ロールス・ロイス・20HP
20HPはF・H・ロイス（後のロールス・ロイス）が1904年に試作し1905年から1907年に製造した乗用自動車である。
フレデリック・ヘンリー・ロイスと、ロイス・10HPを評価したチャールズ・ロールズ間の契約により、以後の車両はロールス・ロイスブランドで生産されC・S・ロールズが独占販売することとなった。またチャールズ・ロールズの要請により多気筒車が設計されることになり、2気筒の10HPをほぼそのまま直列4気筒化した20HPが企画された。当初は10HP初期型そのままの内径φ3.25in(約82.6mm)×行程5in(約127mm)、2,721cc。
エンジンは10HPと共通部品が非常に多く、試作車は1904年中に完成した。
トランスミッションは3速MT、ホイールベースはショート版で116.5in(約2,692.4mm)、ロング版で114in(約2,895.6mm)。
1906年からは内径を僅かに拡大し内径4in(約101.6mm)×行程5in(約127mm)、4,116ccとなった。
40台が生産された。

## ライト20
1905年に開かれた最初のマン島TTレースに向け、2台の20HPが特にチューンされて参加した。チャールズ・ロールズの運転する車両はトランスミッション故障でリタイヤしたものの、もう1台は2位に入賞した。1906年に再び参加し、チャールズ・ロールズ運転の車両は2位を27分引き離して見事優勝を果たした。また1906年同じ個体でモンテカルロ - ロンドン間を平均27.3mphで走破し、それまでオチキスの40HPが持っていた記録を破り、信頼性を全ヨーロッパに知らしめた。ホイールベースは106in。